# Triepeolus lunatus
Triepeolus lunatus là một loài Hymenoptera trong họ Apidae. Loài này được Say mô tả khoa học năm 1824.